# Lim Hyun-soo
Lim Hyun-Soo (7 september 1945) is een Koreaanse hapkido-grootmeester, die studeerde onder de grondlegger van deze Koreaanse vorm van zelfverdediging, Doju Choi Yong-sul.
Grootmeester Lim Hyun-Soo studeerde 19 jaar onder Choi Yong-Sul en is een van de weinige vier grootmeesters ooit, die hun 9de Dan Hapkido hebben ontvangen van Grootmeester Choi Yong-Sul zelf. Van alle studenten die Choi Yong-Sul had, is het grootmeester Lim Hyun-Soo die het langst onder Choi Yong-Sul heeft gestudeerd.
Grootmeester Lim opende Jungkikwan op 24 oktober, 1974. Nadat grootmeester Choi Yong-Sul zijn school sloot in 1976, bracht hij veel tijd door bij Jungki Kwan.
De enige westerling wie, voor zover bekend, ooit in Korea les heeft gekregen van Choi Yong-sul was de Amerikaan Michael Wollmerhauser.
In 1977 Kwam Michael Wollmerhauser naar de Jungki Kwan in Daegu, Zuid-Korea om les te krijgen van Choi Yong-Sul en Grootmeester Lim Hyun-Soo.